# Elvas
Elvas (portugisiskt uttal: [ˈɛlvɐʃ]
 ( lyssna)) är en stad och kommun i sydöstra Portugal.
Staden är huvudorten i kommunen Elvas, vilken ingår i distriktet Portalegre, och är också en del av den statistiska regionen Alentejo (Região do Alentejo) (Nuts 2).
Kommunen har 23 078 invånare (2022) och en yta på 631 km².
Den består av sju freguesias (kommundelar).
- Assunção,  Ajuda, Salvador e Santo Ildefonso
- Barbacena e Vila Fernando
- Caia, São Pedro e Alcáçova
- Santa Eulália
- São Brás e São Lourenço
- São Vicente e Ventosa
- Terrugem e Vila Boim

Den 30 juni 2012 blev Elvas med dess fortikationer ett världsarv.

## Nossa Senhora da Graça Fort eller Fort of Lippe
Nossa Senhora da Graça Fort är en framskjuten befästning på en höjd knappt två kilometer norr om Elvas. Den började byggas 1763 av greve Lippe på order från kung Josef I som en del i avsikten att både förstärka försvaret mot Spanien men också att återuppbygga den portugisiska armén. Fortet blev färdigt 1792 och anses av historiker vara en av de kraftigast skyddade befästningarna i världen från senare halvan av 1700-talet. Det försågs med 144 kanoner och motstod flera fiendeanfall under åren som följde. År 1856 blev det ett fängelse, "uppfostringsanstalt", och från 1894 en förvaringsplats för politiska fångar vilket varade till 1975.

## Ortnamnet
Ortnamnet Elvas härstammar från  arabiskan Elbax. Ur denna form utvecklade sig så småningom den medeltida latinska formen Elbis eller Elbas.

## Bilder

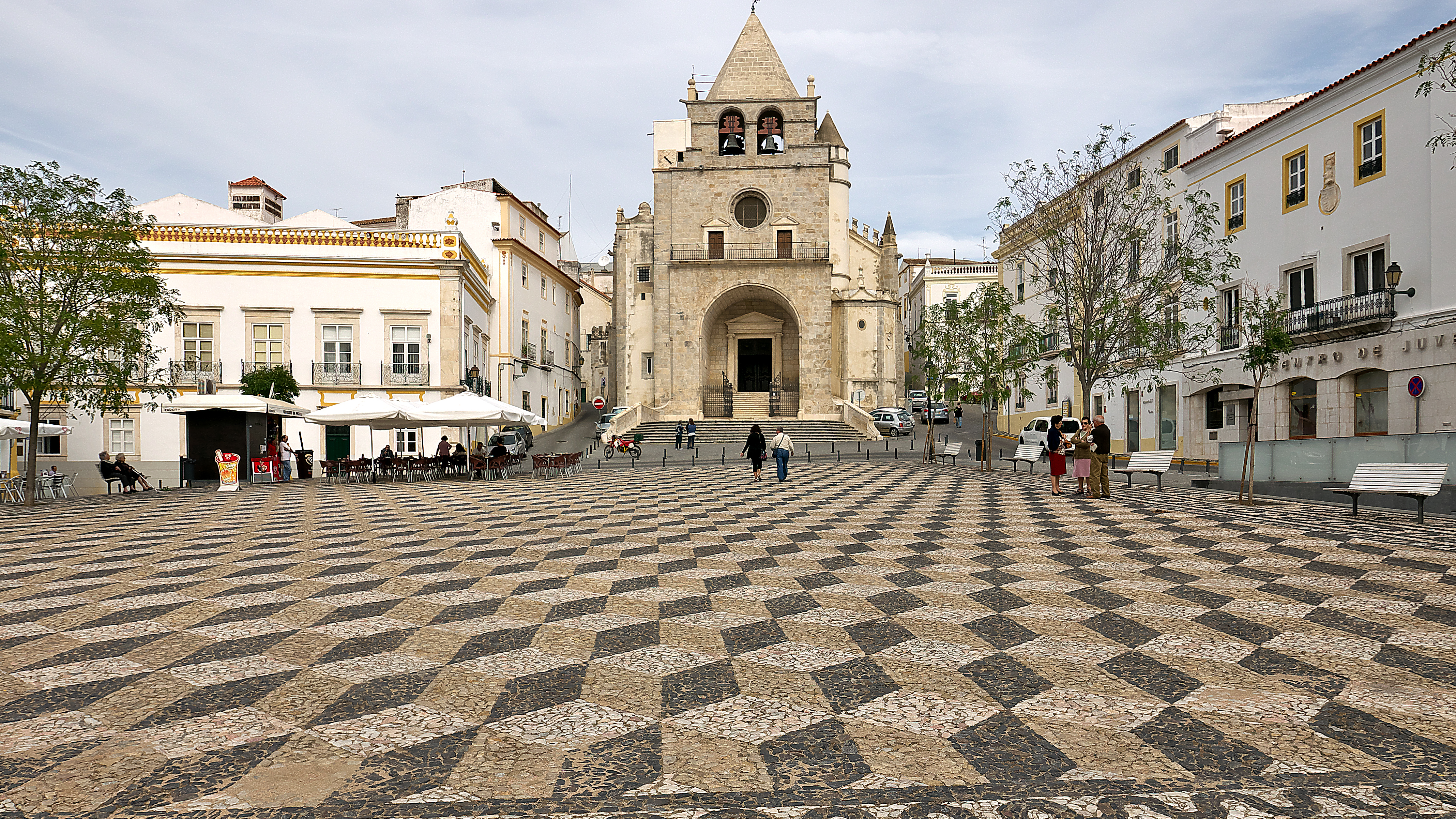
Stadens huvudtorg med katedralen
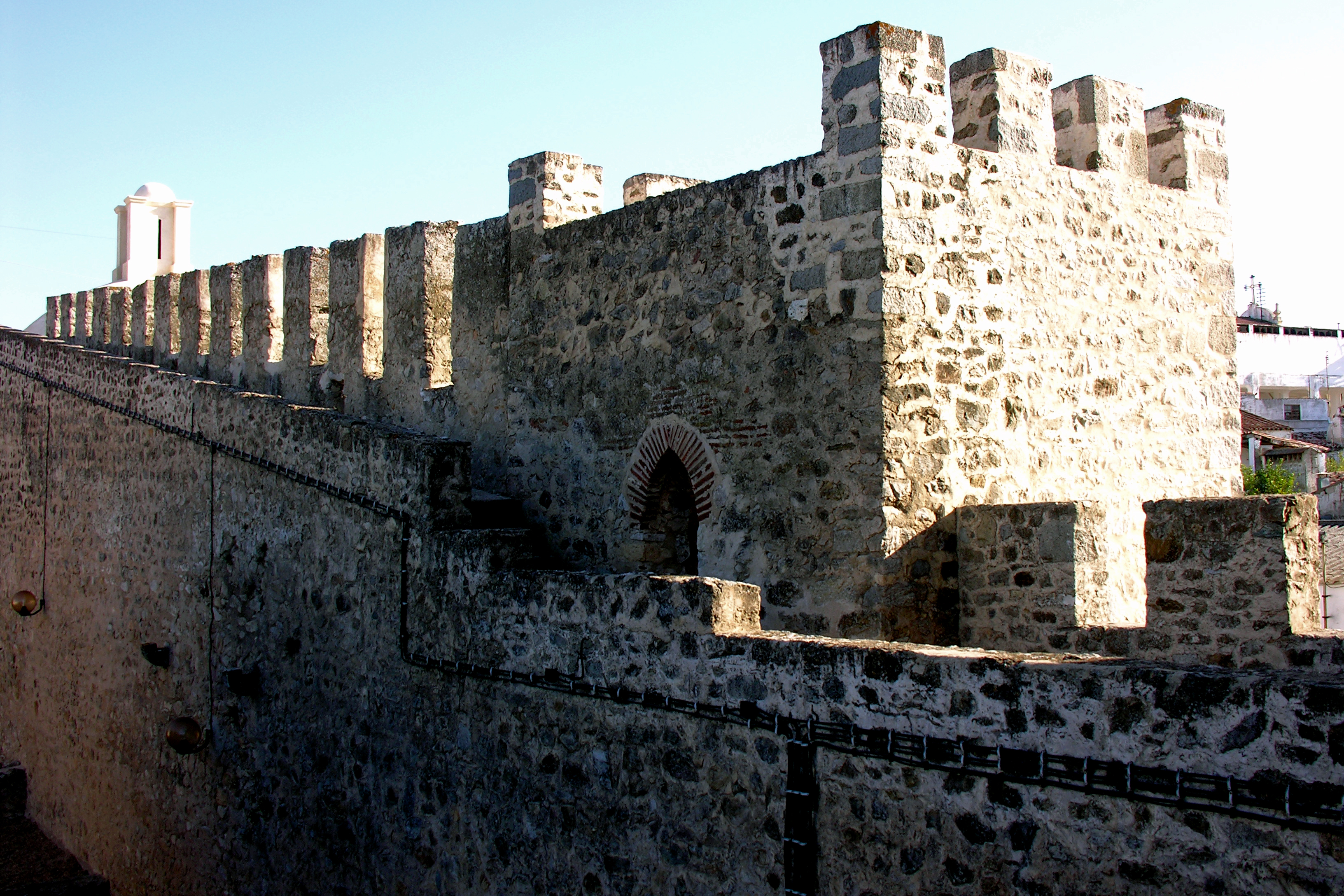
Ringmuren och fästningen från medeltiden
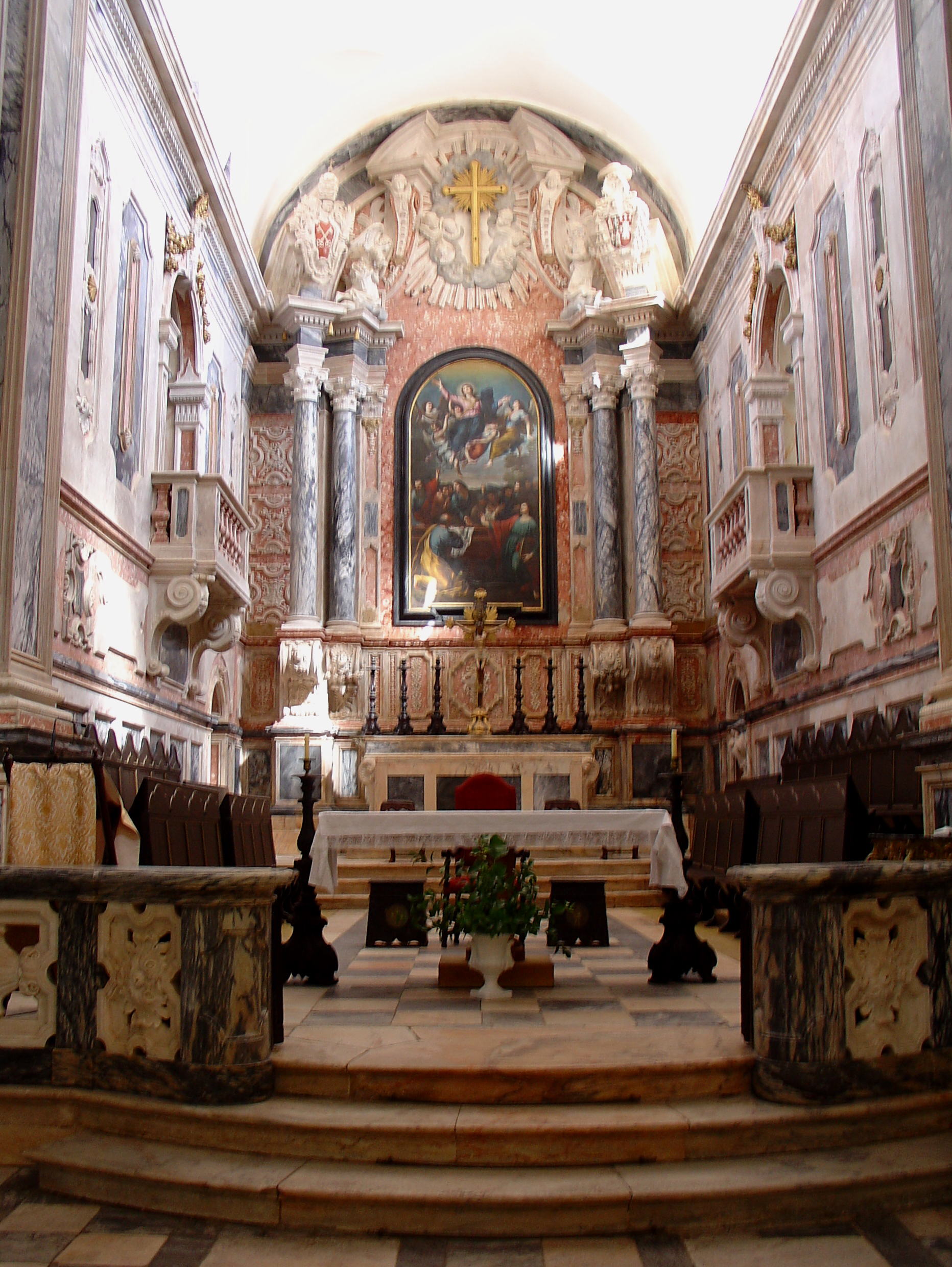
Katedralen
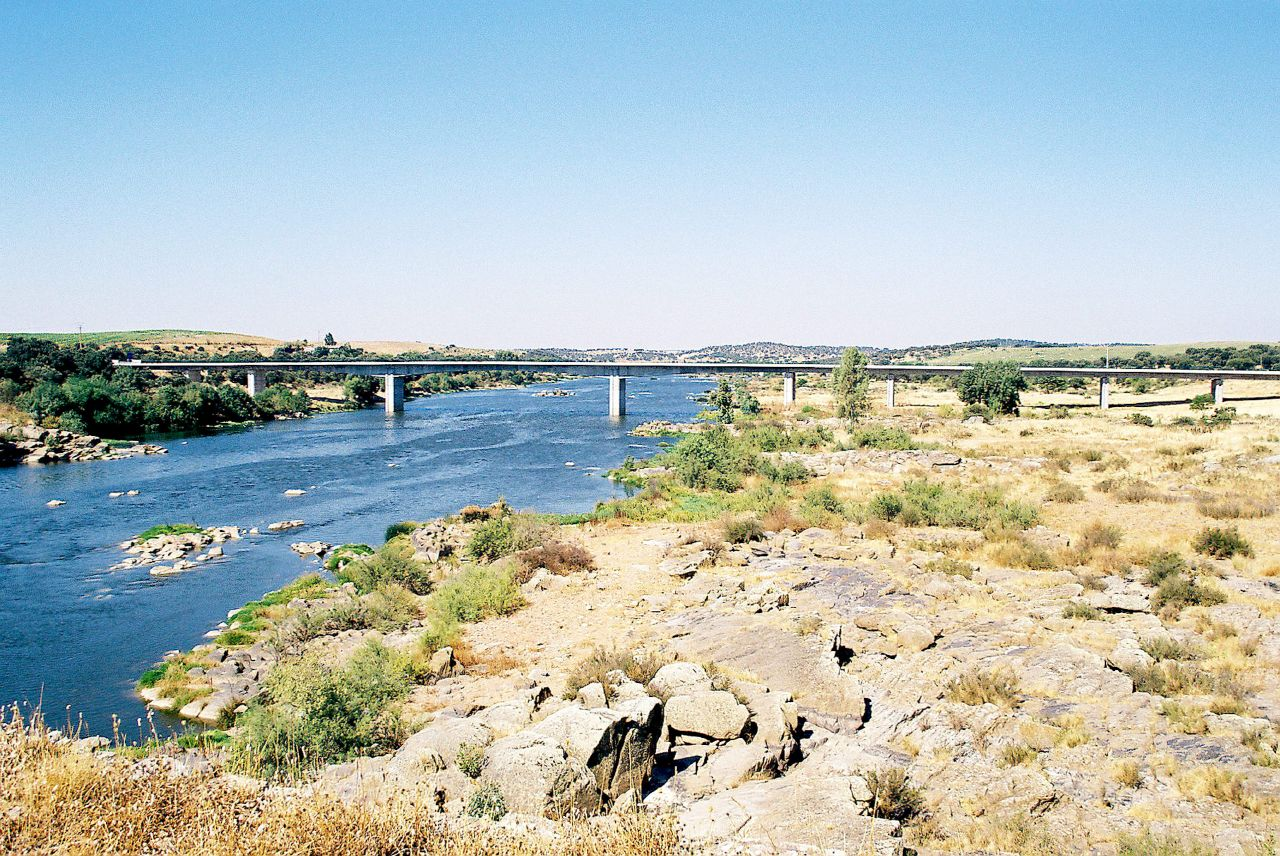
Bron mellan Elvas och Olivença i Spanien